# Виктор Иванчев
Виктор Иванчев е български тенисист роден на 18 януари 1974 г. в Пазарджик. Състезател за Купа Дейвис. Състезател на Тенис клуб „ЦСКА“.
Най-доброто класиране на Иванчев на сингъл е достигане до полуфинал на турнир „Фючърс“ в Република Македония през 2001 г., а на двойки на турнир от сериите „Чалънджър“ в София през 2002 г.
През 1999 г. Иванчев печели първенството на България по тенис, а през 1998 и 2005 г. е финалист.